# Lista församling
Lista församling var en församling i Strängnäs stift och i Eskilstuna kommun i Södermanlands län. Församlingen uppgick 2002 i Västra Rekarne församling. 

## Administrativ historik
Församlingen har medeltida ursprung. Församlingen var till 1962 annexförsamling i pastoratet Gillberga och Lista. Från 1962 till 2002 annexförsamling i pastoratet Öja, Västermo, Gillberga och Lista. Församlingen uppgick 2002 i Västra Rekarne församling.

## Kyrkor
- Lista kyrka